# Норт-Гранбі (Коннектикут)
Норт-Гранбі (англ. North Granby) — переписна місцевість (CDP) в США, в окрузі Гартфорд штату Коннектикут. Населення — 1835 осіб (2020).

## Географія
Норт-Гранбі розташований за координатами 42°0′58″ пн. ш. 72°50′35″ зх. д. / 42.01611° пн. ш. 72.84306° зх. д. (42.015989, -72.843177).  За даними Бюро перепису населення США в 2010 році переписна місцевість мала площу 21,60 км², з яких 21,60 км² — суходіл та 0,00 км² — водойми.

## Демографія
Згідно з переписом 2010 року, у переписній місцевості мешкали 1944 особи в 657 домогосподарствах у складі 578 родин. Густота населення становила 90 осіб/км².  Було 674 помешкання (31/км²).
Расовий склад населення:
| - 95,9 % — білих - 1,5 % — чорних або афроамериканців - 0,8 % — азіатів - 0,1 % — корінних американців |

До двох чи більше рас належало 1,2 %. Частка іспаномовних становила 1,9 % від усіх жителів.
За віковим діапазоном населення розподілялося таким чином: 28,1 % — особи молодші 18 років, 64,0 % — особи у віці 18—64 років, 7,9 % — особи у віці 65 років та старші. Медіана віку мешканця становила 43,4 року. На 100 осіб жіночої статі у переписній місцевості припадало 102,9 чоловіків;  на 100 жінок у віці від 18 років та старших — 101,2 чоловіків також старших 18 років.
Середній дохід на одне домашнє господарство  становив 134 389 доларів США (медіана — 119 938), а середній дохід на одну сім'ю — 141 518 доларів (медіана — 119 938). За межею бідності перебувало 1,9 % осіб, у тому числі 3,5 % дітей у віці до 18 років та 0,0 % осіб у віці 65 років та старших.
Цивільне працевлаштоване населення становило 917 осіб. Основні галузі зайнятості: освіта, охорона здоров'я та соціальна допомога — 25,6 %, виробництво — 17,3 %, будівництво — 15,8 %.